# Vincenzo Cascino
Vincenzo Cascino est un producteur, réalisateur et acteur italo-argentin.

## Biographie
Originaire d'Argentine, Cascino a fondé au milieu des années 1960 la société de production Accadia Film en Italie, avec laquelle il a produit et réalisé quelques films bon marché, dans lesquels il est également apparu comme un acteur. Il utilisait habituellement le pseudonyme anglicisé Vincent Cashino. En 1968, après diverses irrégularités, il quitte la production cinématographique (et probablement le pays aussi).

## Filmographie
- 1965 : Le sette vipere (it) de Renato Polselli : scénariste et acteur (Lorenzo Montesanto)
- 1965 : Le Shérif ne tire pas (Lo sceriffo che non spara) de José Luis Monter et Renato Polselli : producteur, scénariste et acteur (Vermont)
- 1966 : Sette donne d'oro contro due 07 : producteur, réalisateur, scénariste et acteur (Barbikian)
- 1967 : Le sette cinesi d'oro : réalisateur et acteur (Barbikian)